# Miletus eugippius
Miletus eugippius är en fjärilsart som beskrevs av Hans Fruhstorfer 1908. Miletus eugippius ingår i släktet Miletus och familjen juvelvingar. Inga underarter finns listade i Catalogue of Life.